# Cityvorming

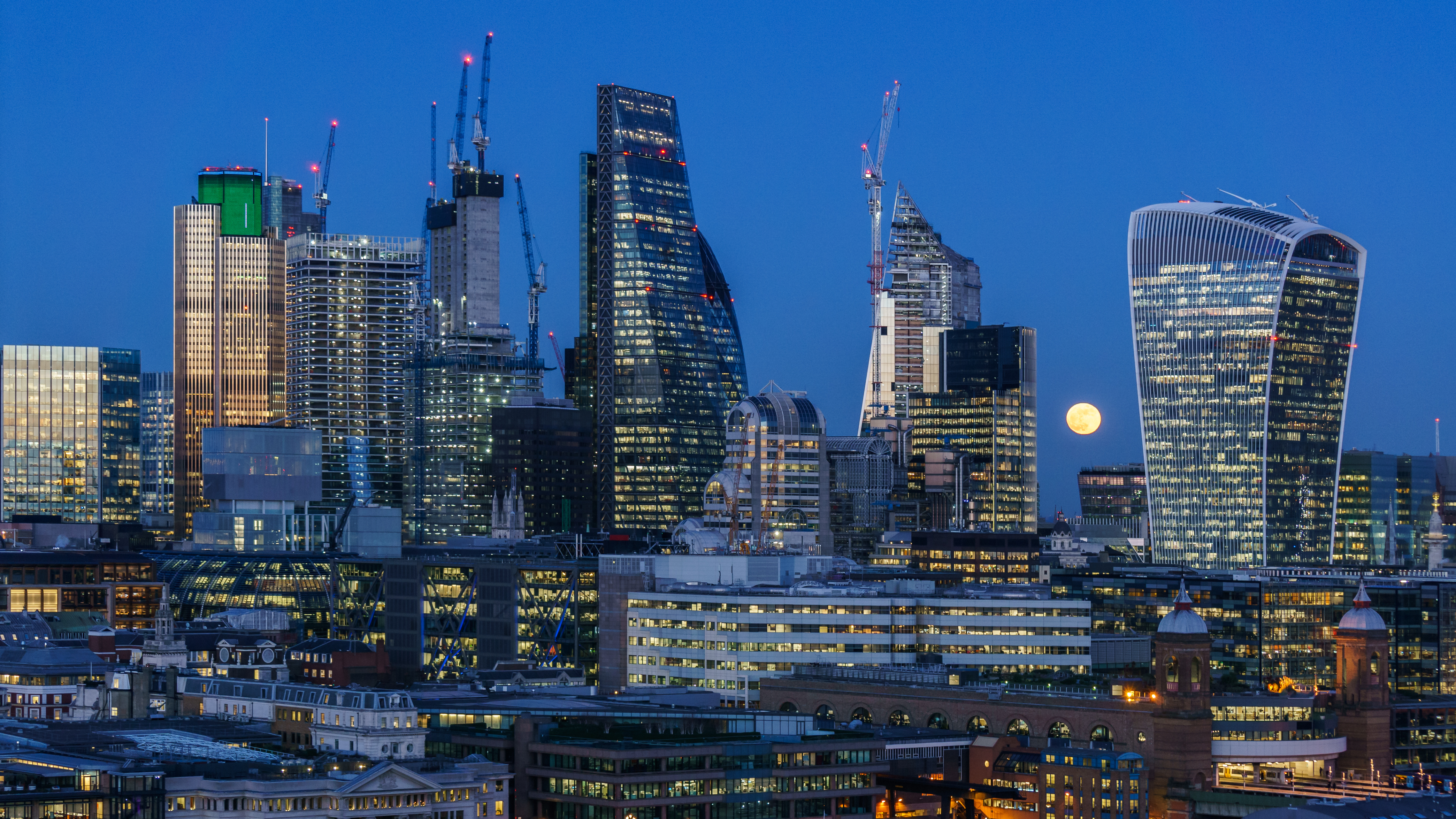
De City of London, waar de hoeveelheid hoogbouw met zakelijke en commerciële functies nog altijd groeit.

Cityvorming is een proces waarbij in oude binnensteden de economische functie vergroot wordt ten koste van de woonfunctie. In plaats van oude en kleinschalige woningen worden er kantoorgebouwen, banken, verzekeringsmaatschappijen, warenhuizen, hotels en complexen voor de overheid of cultuur en vrije tijd gebouwd.
Een bekend voorbeeld is de situatie als in de City of London, waar het begrip ook naar genoemd is. Er wonen daar nog slechts een paar duizend mensen, terwijl er honderdduizenden iedere dag naartoe pendelen om er te werken en recreëren. De veranderingen in London gingen snel, in de periode 1880-1930 nam in de City het aantal inwoners af van 50.000 naar 15.000; tegelijkertijd steeg het aantal mensen dat er werkte van 260.000 naar 500.000.

## Geschiedenis

#### Organische cityvorming

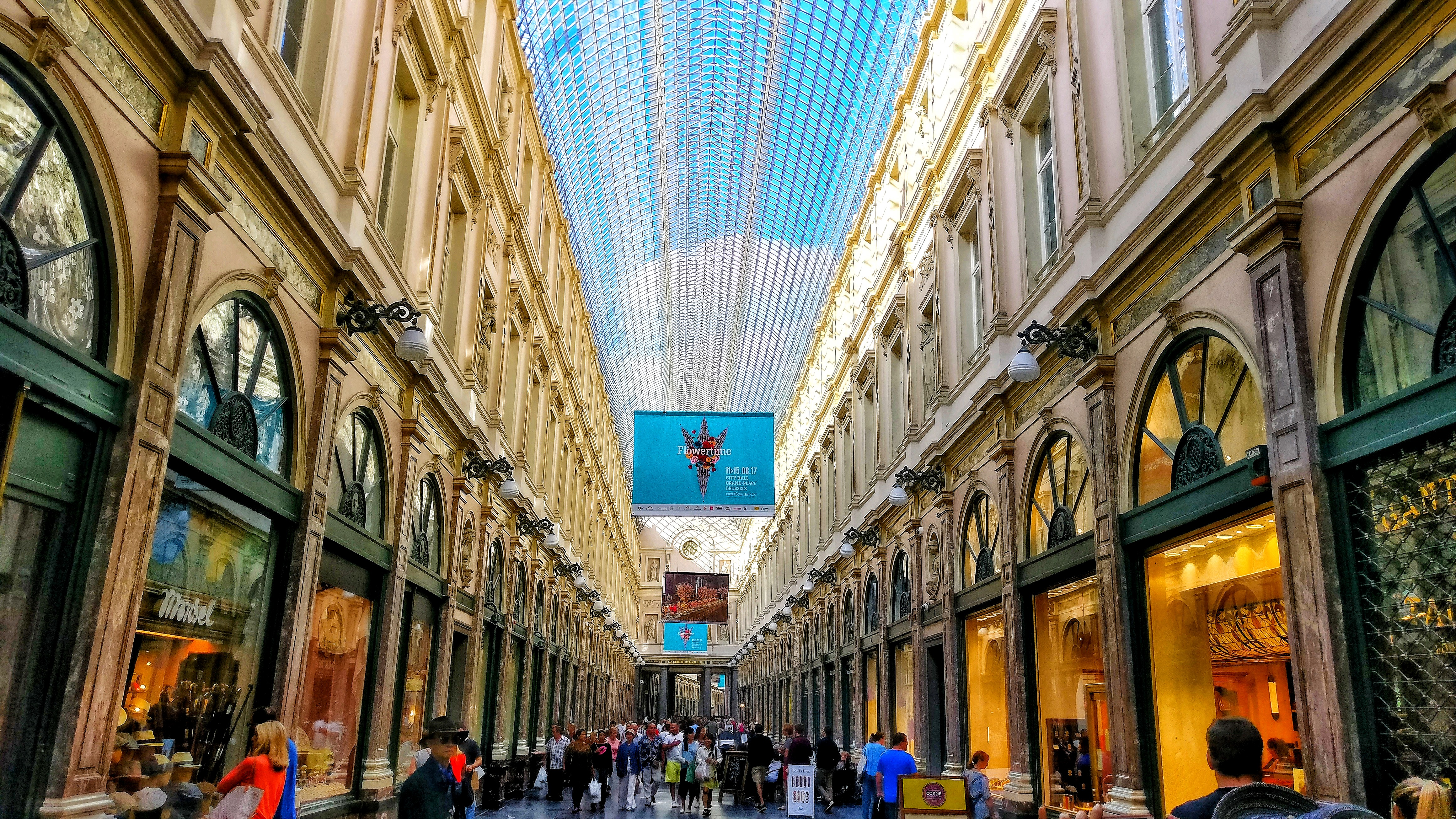
De Galerij St. Hubertus in Brussel

In de 19e eeuw kwam door de Industriële revolutie de arbeidsspecialisatie in een stroomversnelling. Door technische vooruitgang konden ingewikkelde arbeidsprocessen opgeknipt worden in simpele taken. Hierdoor konden meer mensen (vaak voormalige boeren) aan de slag in de industrie en groeide de arbeidersklasse sterk. Zij vonden huisvesting in arbeiderswijken rond het oude centrum in 'woonkazernes'. Tegelijkertijd groeide ook het aantal mensen in de middenklasse die de oude stad in hun vrije tijd bezochten. Niet langer voldeden de kruidenier en schoenmaker: steeds meer gingen warenhuizen luxeproducten (zoals chocola en parfum) en meer verfijnde schoenen en kleding verkopen. Warenhuizen, maar ook kantoren en theaters, kwamen in de plek van de huizen van gezinnen die eerder werk hadden in de nijverheid en boven hun 'ambacht' woonden.
| Oude panden                                                                                          |  | Het grote V&D pand |
| Cityvorming in Haarlem:links een rij kleinschalige panden, rechts dezelfde locatie met het V&D-pand. |  |                    |

In Amsterdam, als grootste stad van Nederland, kwam de cityvorming in de tweede helft van 19e eeuw goed op gang. Voordien bestond Amsterdam vooral uit grachtenpanden van circa 5 meter breed en de schaalvergroting was enorm. Het Centraal Station, de Beurs van Berlage, het Paleis voor Volksvlijt, het Rijksmuseum en het Concertgebouw waren alle van een geheel andere schaal.
De Bijenkorf en een overdekte winkelpassage vormden niet alleen in Amsterdam een onderdeel van de cityvorming, ook Rotterdam en Den Haag volgden nog voor de Tweede Wereldoorlog. In Brussel wist men dan alles te overtreffen: het nieuwe Justitiepaleis was bij opening het grootste gebouw ter wereld. Bijzonder in Antwerpen waren het warenhuis Grand Bazar du Bon Marché aan de Groenplaats en de Stadsfeestzaal aan de Meir. Verder kregen alle grote steden hun eigen grote gebouwen in de vorm van postkantoren en treinstations.

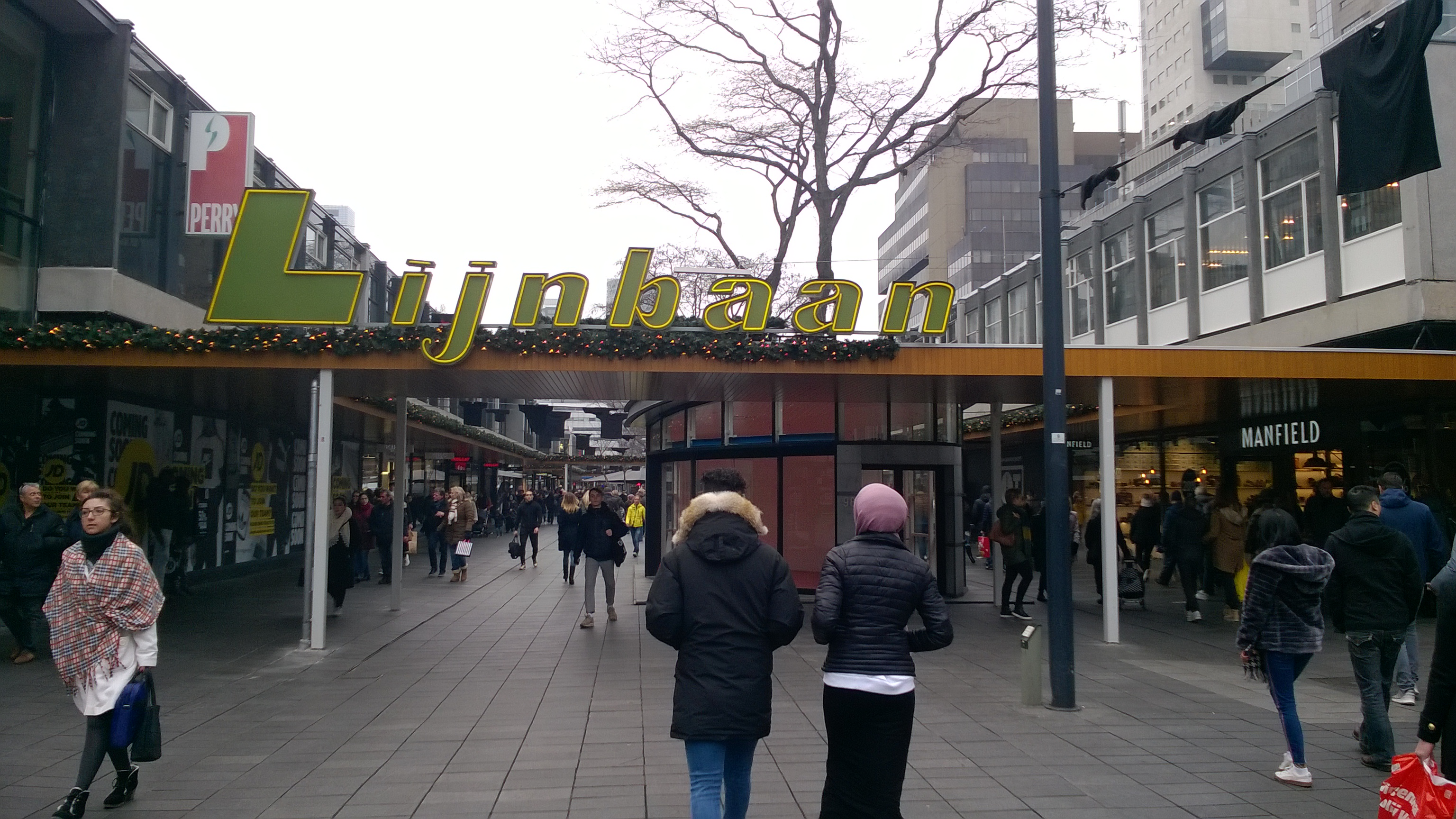
De Lijnbaan in Rotterdam

#### Actieve cityvorming
Aan het begin van de 20e eeuw zagen architecten al negatieve gevolgen van de nieuwe tijd. Onder andere binnen de stroming van het nieuwe bouwen ontwikkelde men ontwerpideeën voor meer lucht en licht en het systeem van functiegescheiden bouwen. Deze worden tijdens bijeenkomsten van het CIAM vertaald naar de stedenbouw. In dezelfde periode kwam in Europa de autoproductie langzaam tot volwassenheid. Samen met de naoorlogse woningnood voedde dit bij veel gemeentebesturen de wens tot het maken van grootse plannen. Er werd veel gesloopt, men spreekt soms van kaalslag: er moest ruimte worden gemaakt voor stadssnelwegen, parkeergarages, flats en nog grotere complexen dan in de eerste helft van de 20e eeuw. Zo vormde de periode van na de Tweede Wereldoorlog tot eind jaren 1960 het hoogtepunt van de cityvorming. Den Haag is een voorbeeld van actieve cityvorming. Een berucht voorbeeld is Hoog Catharijne en omgeving, maar ook Amsterdam zette in die tijd actief in op cityvorming, waarvan onder meer het inmiddels gesloopte Maupoleum en de later in schaal teruggebrachte stadsautowegen het resultaat waren.

Gezicht op de Zuidas in Amsterdam.

#### Cityvorming buiten het centrum
In onder andere Amsterdam, Den Haag en Utrecht kwamen gedurende de jaren 70 delen van de bevolking sterk in opstand, met als hoogtepunt de Nieuwmarktrellen in 1975. Niet langer accepteerde men dat stadsbesturen hele delen van organisch gegroeide binnensteden compleet sloopten en vervingen door pleinen of wegen en gebouwen waar de menselijke maat zoek was. De Interim Saldo Regeling (1977) was een van de regelingen waarbij er ook subsidie beschikbaar kwam voor behoud van oude huizen, hiermee nam de snelheid van Cityvorming in het centrum nog meer af.
Schaalvergroting bleef nodig en daardoor ontstonden er hoog-urbane wijken buiten het historische hart. Voor de term 'zakenwijk' wordt internationaal meestal de Engelse term CBD gebruikt, zowel voor zakenwijken in het historische centrum als voor zakenwijken op een nieuwe locatie. Van die laatste zijn het Parijse La Défense en het Londense Canary Wharf noemenswaardig. Binnen de Benelux is de Amsterdamse Zuidas het duidelijkste voorbeeld, ook het Haagse World Forum is ontwikkeld met het idee het centrum te ontlasten.

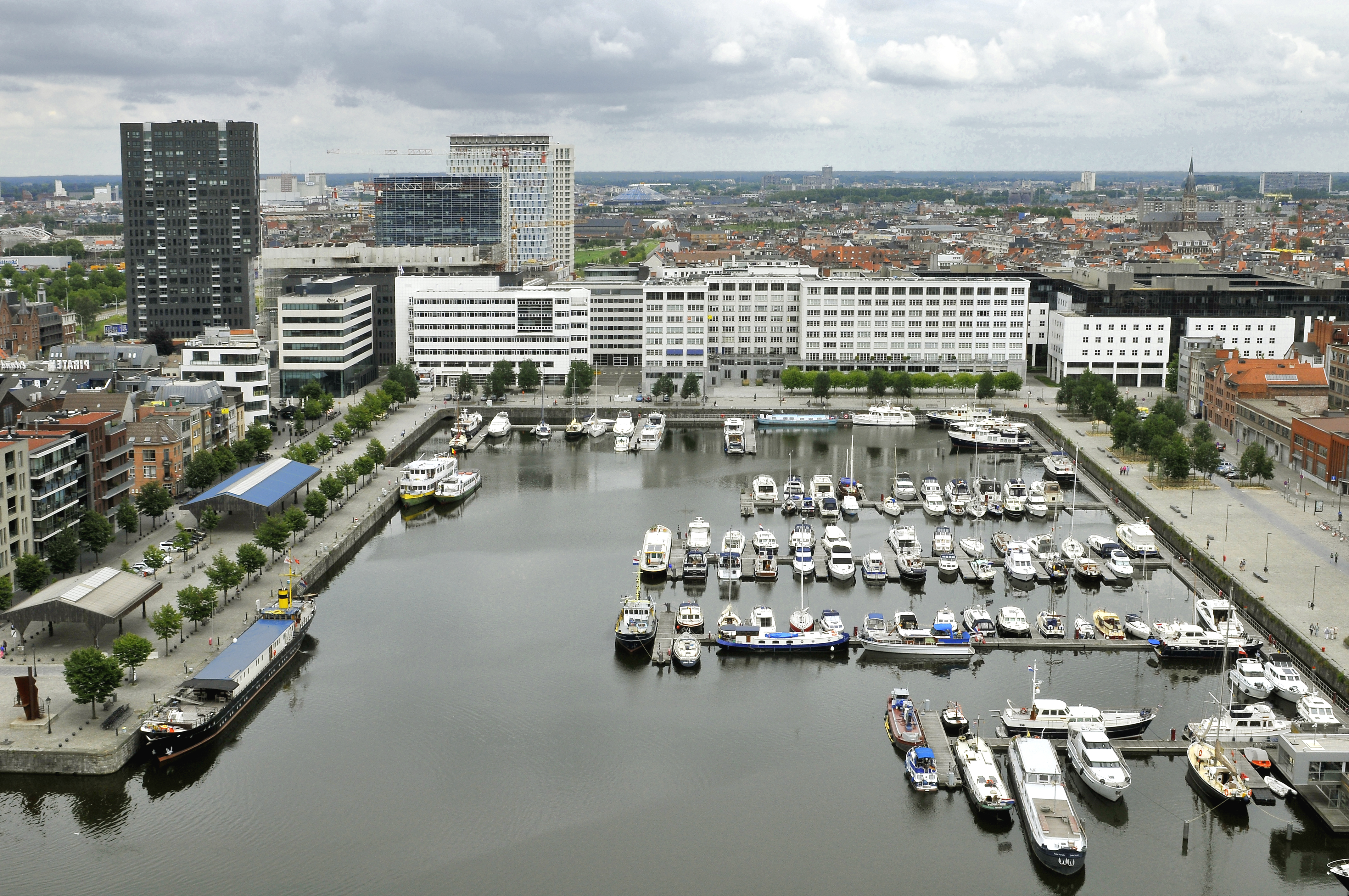
Een haven rond de wijk Eilandje in Antwerpen

#### Inspraak en cityvorming
Met de inspraak verdween de actieve cityvorming in het centrum naar de achtergrond. Maar met de groei van het toerisme en de opkomst van re-urbanisatie ontstond gedurende het laatste kwart van de twintigste eeuw toch weer de noodzaak om de economische waarde van het centrum te vergroten. De schaalvergroting gaat ook in de 21e eeuw door, maar met meer aandacht voor gebruikers. In de jaren 2010 is een trend waar te nemen waar auto's meer en meer uit stadscentra worden geweerd, met voorbeelden als Madrid en Berlijn. In de twintigste eeuw puur om geluids- en stankoverlast te verminderen, maar later vooral om de leefbaarheid te vergroten. Waar het kon, kwam infrastructuur ondergronds.
Onder meer Aldo Rossi's L'architettura della città (1966) en verschillende publicaties van de broers Léon en Rob Krier plus Rem Koolhaas' Delirious New York (1978) zorgden dat het belang van de compacte stad gevoeld werd. Het gemengd bouwen binnen de bestaande stad werd weer gepromoot. Ook woningen werden weer er gebouwd, hoewel vaak in torens. De grenzen van het centrum werden opgerekt door de cityvorming plaats te laten vinden op de vrijgekomen plekken van voormalige havens en spoorwegemplacementen. In de Benelux ziet men dit bij de Amsterdamse IJ-oevers, de Rotterdamse Wilhelminapier, het Antwerpse Eilandje, de Haagse Binckhorst en Laakhaven en in Utrecht bij CS aan de Jaarbeurszijde.

## Varianten

Toren Het Transistorium (1967) tussen oude bebouwing in de Haagse binnenstad, foto mei 1992.

### Verbrusseling
Verbrusseling is een woord gebruikt door planologen om de anarchistische stedelijke ontwikkeling in een oude en historische stad te omschrijven. Men doelt specifiek op ontwikkelingen tijdens de jaren 60 en 70 van de twintigste eeuw. Veel projecten zijn hoger dan alles wat er in voorgaande perioden is gebouwd en dat contrasteert nog extra door de zeer zakelijke vormgeving, met rigide ritmes en relatief weinig kleur. Voorbeelden in Nederland: het Transistorium in Den Haag en de Neudeflat in Utrecht.

### Manhattanisering
Manhattanisering verwijst naar de bouw van een groot aantal hoge of dicht bijeen gelegen gebouwen in een stad. Dit resulteert in een stedelijk karakter dat lijkt op dat van Manhattan, een dichtbevolkt deel van New York.

## In films
In films wordt dankbaar gebruikgemaakt van de snelle veranderingen die de stad ondergaat. Een bekend voorbeeld is:
- Playtime uit 1967. Hierin speelt een groep Amerikaanse toeristen (naast het hoofdpersonage) een rol. De groep wordt slechts een door cityvorming onherkenbaar geworden Parijs geleid.[16] In de film krijgt de kijker toeristische trekpleisters als de Eiffeltoren slechts in reflecties op glazen deuren en panelen te zien.[17]